# ادلب
اِدلِب (به عربی: إدلب) یکی از شهرهای کشور سوریه و مرکز استان ادلب است. این شهر در شمال باختری سوریه و در ۶۰ کیلومتری شهر حلب واقع شده‌است.
شهر ادلب از دیدگاه تاریخی اهمیت دارد و در این منطقه، شمار زیادی «شهرهای مرده» و تپه‌های باستانی وجود دارد. شهر باستانی ابلا که زمانی پایتخت یک پادشاهی نیرومند بود نیز در این منطقه واقع شده‌است.

## جمعیت
در سال ۲۰۰۴ جمعیت این شهر ۹۸٬۷۹۱ نفر بوده است اما در سال ۲۰۱۰، جمعیت این شهر به ۱۶۵٬۰۰۰ نفر افزایش یافت که بیشتر آن‌ها کورد و شمار کمی نیز عرب و ارمنی بودند. بیشتر مردم این شهر سنی‌مذهب هستند و اقلیتی از مسیحیان و دروزی‌ها نیز در آن ساکنند.

## اقتصاد
ادلب در منطقه‌ای بسیار حاصلخیز قرار دارد که در آن پنبه، حبوبات، زیتون، انجیر، انگور، گوجه‌فرنگی، کنجد، گندم و بادام تولید می‌شود.

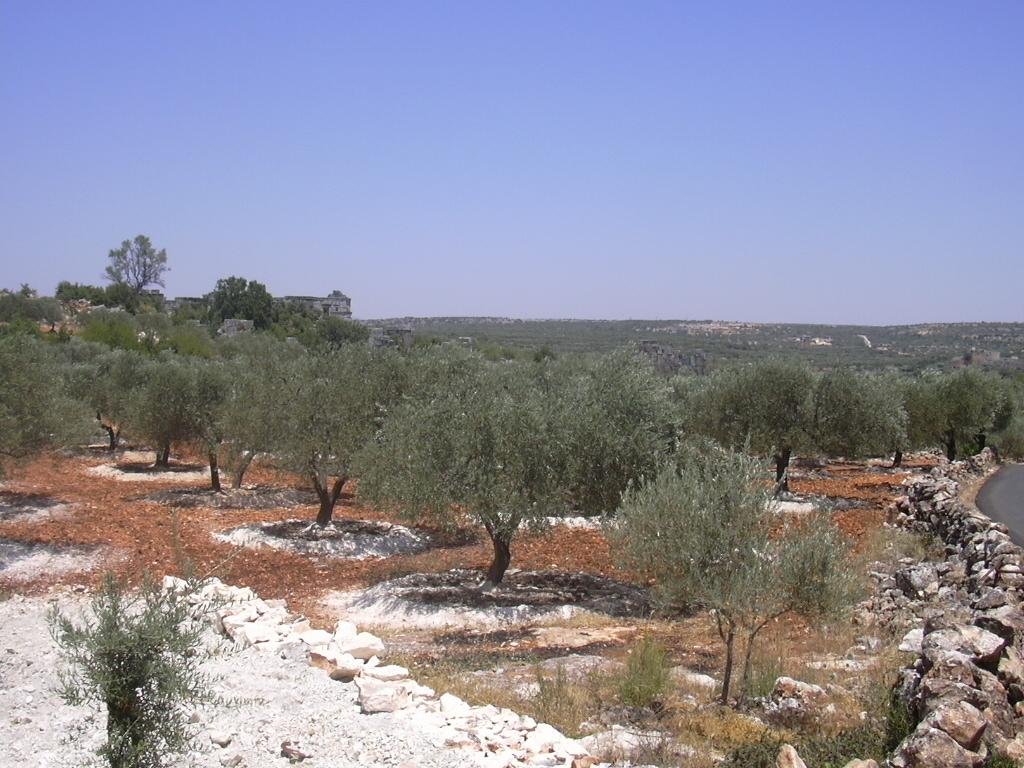
کشتزارهای زیتون در دره ادلب

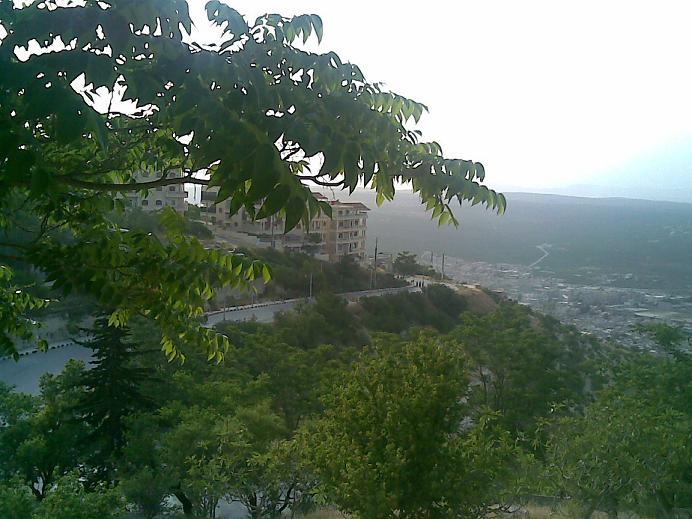
نمونه‌ای از کشتزارهای زیتون در دره‌های اطراف ادلب

## جنگ داخلی سوریه

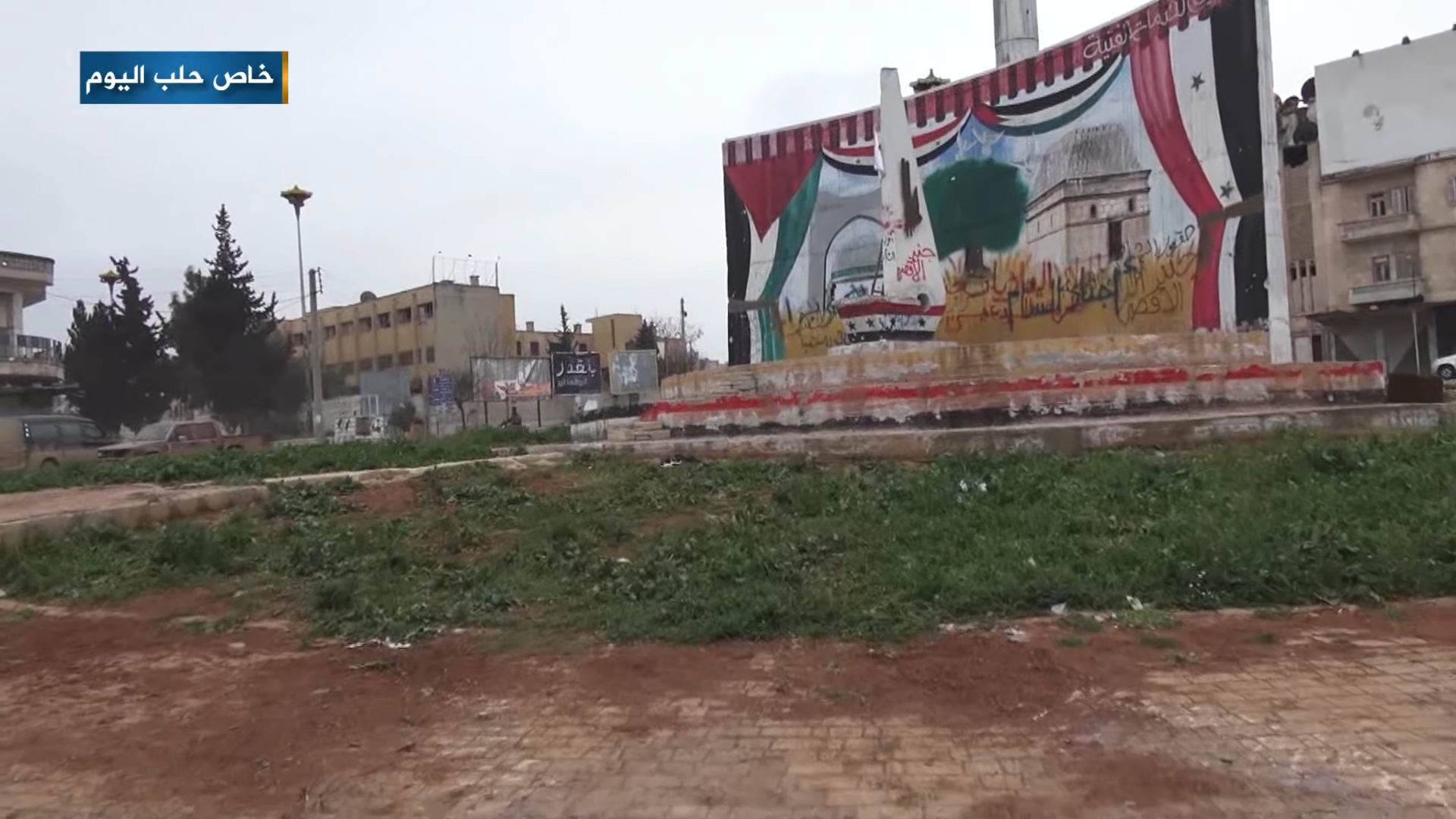
نقاشی دیواری در میراب در ادلب، پس از تسخیر شهر توسط نیروهای شورشی در سال ۲۰۱۵، از بین رفت.

با شروع جنگ داخلی سوریه، از سال ۲۰۱۱، ادلب کانون اعتراضات و نبردها در مراحل اولیه جنگ بود. مدتی بعد، ادلب قبل از حمله دولت در آوریل ۲۰۱۲، محور عملیات شورشیان قرار گرفت که به‌طور موقت شهر و فرمانداری را به تصرف خود درآوردند. اما نیروهای ارتش سوریه مناطق تحت کنترل شورشیان در ادلب را پس از یک ماه جنگ و قبل از اجرای آتش‌بس پیشنهاد شده توسط کوفی عنان، بازپس گرفتند. مناطق دیرالزور، درعا، ادلب و حومه آن مناطق عملیاتی مهمی هستند، که درگیریهایی در مناطقی از حومه حلب و ادلب در شمال سوریه میان کردها و داعش انجام شد که شدیدترین آنها در اطراف روستای آطمه در ریف ادلب روی داده و به جندیرس از توابع منطقه عفرین در ریف حلب نیز کشیده شد. در ۲۹ مارس ۲۰۱۵، پیکارجویان ائتلاف جیش الفتح به رهبری جبهه النصره و احرار الشام، ادلب را به‌طور کامل تصرف کرده و شهر را از تسلط ارتش سوریه خارج کردند. پس از آن، فوعه و کفریا تا آوریل ۲۰۱۷ به محاصره شورشیان درآمدند. در ۲۳ ژوئیه ۲۰۱۷، تحریر الشام، نیروهای احرار الشام را از ادلب بیرون راند و کل شهر را به تصرف خود درآورد.